# Tuao
Tuao è una municipalità di terza classe delle Filippine, situata nella Provincia di Cagayan, nella Regione della Valle di Cagayan.
Tuao è formata da 32 baranggay:
- Accusilian
- Alabiao
- Alabug
- Angang
- Bagumbayan
- Balagao
- Barancuag
- Battung
- Bicok
- Bugnay
- Cagumitan
- Cato
- Culong
- Dagupan
- Fugu
- Lakambini

- Lallayug
- Malalinta
- Malumin
- Mambacag
- Mungo
- Naruangan
- Palca
- Pata
- Poblacion I (Ward I Centro)
- Poblacion II (Ward II Centro)
- San Juan
- San Luis (Gurengad)
- San Vicente (Maleg)
- Santo Tomas
- Taribubu
- Villa Laida